# Laika (azienda)
Laika, LLC. è uno studio di animazione stop-motion statunitense che si occupa di lungometraggi e pubblicità. È famosa soprattutto per la produzione di lungometraggi quali Coraline e la porta magica del 2009 e ParaNorman del 2012.
Laika è di proprietà del cofondatore e presidente della Nike, Phil Knight, e si trova nell'area metropolitana di Portland, in Oregon. L'azienda ha due divisioni: Laika Entertainment per lungometraggi e Laika/House per contenuti commerciali, quali la pubblicità web e cortometraggi. I suoi lungometraggi sono distribuiti in Italia dalla Universal Studios e negli Stati Uniti dalla Focus Features.

## Storia
Negli anni novanta, i Will Vinton Studios, noti per i film in stop-motion e per gli spot pubblicitari, cercarono fondi per ulteriori lungometraggi puntando su investitori esterni, che comprendevano il proprietario di Nike, Phil Knight. Nel 1998, Knight fece il suo investimento iniziale e suo figlio Travis iniziò a lavorare presso lo studio come animatore.
Nel 2002, Phil Knight ha acquisito i Will Vinton Studios che erano in difficoltà finanziaria. L'anno seguente, Henry Selick, regista di The Nightmare Before Christmas, frequentò lo studio come supervisore. Nel luglio 2005 venne fondato il successore degli Will Vinton Studios, Laika, dal nome del cane inviato nello spazio nel 1957. Vennero aperte due divisioni: Laika Entertainment per i lungometraggi e Laika/House per i lavori commerciali, quali annunci pubblicitari e video musicali. Vennero anche annunciati i primi progetti: un film in stop-motion, Coraline e una pellicola in CGI, Jack & Ben's Animated Adventure.
Lo Studio congedò una parte significativa del suo staff nel 2008, quando fu annullata la produzione del film Jack & Ben's Animated Adventure.  L'anno seguente, lo studio distribuì il suo primo lungometraggio, Coraline, che ha ricevuto una nomination per l'Academy Award come miglior film d'animazione. Dopo aver curato la regia di Moongirl e Coraline, Henry Selick lasciò Laika nel 2009.
Alla fine dell'anno lo studio congedò buona parte del personale nel suo dipartimento d'animazione computerizzata per concentrarsi esclusivamente sulla stop-motion. Il loro secondo lungometraggio in stop-motion, ParaNorman, distribuito negli USA il 17 agosto 2012 e in Italia l'11 ottobre dello stesso anno, ha ricevuto anche una nomination agli Oscar come miglior film d'animazione. 
Nel 2014 è uscito Boxtrolls - Le scatole magiche, un film d'animazione in stop-motion 3D basato su un romanzo di Alan Snow, diretto da Anthony Stacchi e Graham Annable.

## Filmografia

### Film
- Coraline e la porta magica (Coraline), regia di Henry Selick (2009)
- ParaNorman, regia di Sam Fell e Chris Butler (2012)
- Boxtrolls - Le scatole magiche (The Boxtrolls), regia di Graham Annable e Anthony Stacchi (2014)
- Kubo e la spada magica (Kubo and the Two Strings), regia di Travis Knight (2016)
- Mister Link (Missing Link), regia di Chris Butler (2019)
- Wildwood (Wildwood), regia di Travis Knight (2026)[2]
- The Night Gardener, regia di Travis Knight (TBA)[3]
- Piranesi, regia di Travis Knight (TBA)[4][5]
- Film senza titolo, regia di Pete Candeland (TBA)[6]

### Cortometraggi
- The Legend Of Cranky Verne[7][8][9]
- Joe Blow[10][9]
- Dia de los Muertos[11][9]
- A Dream For Hokusai[12][9]
- They Might Be Giants - Bastard Wants To Hit Me[13][14][9] (2005)

- Moongirl, regia di Henry Selick (2005)
- The Mouse that Soared regia di Kyle T. Bell (2009)[15][16]
- ParaNorman: The Thrifting (2025)[17]